# Dětská nemocnice v Žilině
Dětská nemocnice v Žilině je budova v areálu Fakultní nemocnice s poliklinikou v Žilině. Je dílem architekta Milana Šavlíka.

## Autor návrhu
Milan Šavlík se narodil 1. listopadu 1928 v Šenkvicích. Je absolventem Stavební fakulty Slovenské technické univerzity z roku 1955. Díky svým pracovním výsledkům stal 22. dubna 1991 členům Bloku architektů, který sdružuje architekty, designéry, výtvarníky, inženýry, teoretiky a historiky umění, příslušníky všech generací příbuzného zaměření pro architektonické dílo respektující vnitřní a vnější potřeby či funkce, které ve výtvarném prostoru mají probíhat tvořivou spoluprací výtvarných, vědeckých, technických a humanitních profesí.

## Počátky nemocnice
První záznamy o žilinské nemocnici sahají do 15. století. První zprávy o žilinské nemocnici z 15. století jsou uvedeny v „Historia Civitatis Solna“. V roce 1841 byl postaven městský špitál z občanských sbírek. Novodobé dějiny nemocnice v Žilině se začaly psát v roce 1913, kdy rakousko-uherská vláda dala souhlas k vybudování „Uherské královské státní oční nemocnice“. Postavena byla v průběhu jednoho roku (v současnosti je v této budově oční a otorinolaryngologické oddělení). U jejího zrodu a budování, stál téměř 40 let žilinský rodák MUDr. Vojtech Spanyol jako ředitel, který zároveň 48 let působil ve funkci primáře očního oddělení. 

## Vývoj nemocnice
Další historickou budovou je kaštiel v Bytčici, ve kterém je umístěna část psychiatrického oddělení a pro nemocnici začal sloužit v roce 1920 jako dětská nemocnice. Reformy zdravotní péče po zásadních politických a ekonomických změnách v roce 1989 přinesly privatizaci lékárenské služby, v podmínkách nemocnice v její spádové oblasti i privatizaci primární péče a následně odborné ambulantní péče. Vznikla nová oddělení – neurochirurgie, dětská ortopedie, klinická farmakologie, nové vysoce specializované ambulance – chronická bolest, neinvazivní metody, urogynekologie, osteologie atd. V roce 1997 začal být budován nemocniční informační systém. Od zrodu nemocnice se významně podílí na její existenci, moderním rozvoji nejen stát – resort, ale i město Žilina.

## Oddělení nemocnice
Dětské oddělení Nemocnice s poliklinikou v Žilině má osm ambulancí: nefrologickou, imunoalergologickou, pneumologickou, revmatologickou, hematologickou, gastroenterologickou, endokrinologickou a diabetologickou. 

## Postup při návrhu
Žilina je typickým příkladem dobudovávání nemocnice v hranicích areálu, který je dostatečně velký. Uvážlivé ponechání mnoha starých objektů i pro nové účely včetně vrzostlé zeleně udržuje i v průběhu dlouhodobé výstavby areál v sympatické atmosféře poměrného klidu. Protože už téměř třicetiletou výstavbu vede jeden hlavní architekt, lze vidět v promyšleném konceptu logickou návaznost. 
V dalším období byl nastolen požadavek větších nemocnic II. typu jako nemocnic se specializovanými pavilony v areálu s kapacitou kolem 1000 lůžek. Tento požadavek architekta Šavlíka přinutil budovat etapovým systémem, přičemž se v různých areálech postupuje individuálně podle lokálních potřeb. Někde se v první etapě realizují nejpotřebnější lůžka, v některých zase polikliniky, ale vždy na základě studií areálu, kde je jednoznačně určen systém provozu i zástavby. 

## Hmotový koncept
Žilinská nemocnice má i územní polikliniku, která vychází opět ze základního schématu ambulance dětí i dospělých, ale s větší vybaveností ve specializovaných profesích. Větší objem i areál umožňují vybudovat prostorovou kompozici v poměru k vybavenosti města. Z několika forem se postupně vyvinul jako nejvhodnější typ tvaru písmene „H“, který umožňuje maximum samostatně situovaných neprůchodných oddělení s centrálním nástupem. 

## Podobné příklady
Kromě žilinské nemocnice tento postup byl dodržen i při návrhu nemocnic v Banské Bystrici, v Topolčanech, v Nových Zámcích, ve Spišské Nové Vsi, v Rimavské Sobotě a v Prešově. Důležité však je technicky vylepšit i staré objekty, aby požadovaná úroveň v areálu nebyla kontrastně odlišná. Podobně se budují i závodní polikliniky: Bratislava, Mýtna (architekt Uhliarik), Bratislava-Ružinov a Karlova Ves (architekt Ščepán), Bratislava III. (Architekt Šišolák) 